# Loftusiina
Loftusiina es un suborden de foraminíferos del orden Loftusiida que agrupa taxones tradicionalmente incluidos en el suborden Textulariina del orden Textulariida. Su rango cronoestratigráfico abarca desde el Triásico medio hasta la Actualidad.

## Clasificación
Loftusiina incluye a las siguientes superfamilias:
- Superfamilia Haplophragmioidea
- Superfamilia Loftusioidea